# Judgment Day (2008)
Judgment Day 2008 – gala zapasów zawodowych federacji WWE, która odbyła się 18 maja 2008 w hali Qwest Center Omaha w mieście Omaha w stanie Nebraska.

## Wyniki zawodów
| #    | Rezultaty                                                      | Rodzaj meczu                                   | Czas  | Zwycięzca meczu              |
| ---- | -------------------------------------------------------------- | ---------------------------------------------- | ----- | ---------------------------- |
| Dark | Hardcore Holly & Cody Rhodes (c) vs. Santino Marella & Carlito | Singles match + World Tag Team Championship    | n / a | Hardcore Holly & Cody Rhodes |
| 1    | John Cena vs. JBL                                              | Singles Match                                  | 15:14 | John Cena                    |
| 2    | John Morrison & The Miz (c) vs. Kane & CM Punk                 | Singles match + WWE Tag Team Championship      | 07:30 | John Morrison & The Miz      |
| 3    | Chris Jericho vs. Shawn Michaels                               | Singles match                                  | 15:56 | Shawn Michaels               |
| 4    | Mickie James (c) vs. Beth Phoenix vs. Melina                   | Triple Threat Match + WWE Women's Championship | 04:55 | Mickie James                 |
| 5    | Edge vs. The Undertaker                                        | Singles Match                                  | 16:30 | The Undertaker via Count out |
| 6    | Jeff Hardy vs. MVP                                             | Singles Match                                  | 09:50 | Jeff Hardy                   |
| 7    | Triple H (c) vs. Randy Orton                                   | Steel Cage Match + WWE Championship            | 21:21 | Triple H                     |